# Álvaro de Rújula
Álvaro de Rújula y Alguer, XII marqués de Ciadoncha (Madrid, 29 de enero de 1944) es un físico teórico y profesor español.

## Biografía
Inició sus estudios en física en la Universidad Complutense de Madrid, licenciándose en el año 1965. Tres años después de licenciarse obtuvo su doctorado en el campo de la física teórica por la misma universidad.
El mismo año en que finalizó sus estudios de licenciatura comenzó a ejercer como docente en su misma facultad. Ha impartido clases de Matemática Aplicada, Física matemática y Teoría de campo II, entre otras.
También ha sido profesor en el Institut des Hautes Études Scientifiques (IHES), en Bures-sur-Yvette, en París, o en Harvard, donde comenzó en 1972 como investigador asociado para, posteriormente, convertirse en profesor asistente y profesor asociado. Desde 1985 ha sido profesor no residente de Física de la Universidad de Boston.
Entre los meses de febrero y agosto de 1967 asistió, como científico visitante, al Centro Internacional de Física Teórica (ICTP) de Trieste. Tras finalizar esta estancia, regresó a Madrid, donde desde a partir de septiembre de ese mismo año y hasta enero de 1969 fue becario del Instituto de Energía Nuclear de la Comisión de Energía Nuclear de Madrid. En paralelo a esta beca, entre enero y diciembre de 1968, fue asimismo becario de la Fundación Juan March, también en Madrid.
Entre febrero de 1969 y septiembre de 1971 desarrolla su primera colaboración con el Centro Europeo para Física de Partículas (CERN), en calidad de científico visitante. Entre 1977 y 2009 fue miembro del staff, siendo, entre 1996 y 1999 director de su división de teoría.
En el CERN ha participado en el proyecto de puesta en funcionamiento del Gran Colisionador de Hadrones.
Fue, entre los años de 1975 y 1978, miembro de la  Fundación Sloan.
Pertenece a la Academia Europea desde 1991.
Es miembro del Instituto de Física Teórica, CSIC-Universidad Autónoma de Madrid desde 2009.

## Trabajo
Sus investigaciones se han centrado principalmente en física teórica de partículas elementales, adentrándose en la estructura interna del átomo y aspectos tales como la fenomenología del Modelo Estándar, los quarks, y los neutrinos; rayos cósmicos, astrofísica de partícula y cosmología.
A lo largo de su carrera, ha publicado numerosos artículos, así como también libros.